# Lista de episódios de LoliRock
A lista abaixo mostra a ordem cronológica dos episódios de LoliRock

## Temporada 1
| Número | Título Inglês                    | Titulo Francês             | Titulo Brasileiro                     | Título Português       | Sinopses |
| ------ | -------------------------------- | -------------------------- | ------------------------------------- | ---------------------- | --- |
| 1-01   | To Find a Princess               | L'Audition                 | Em Busca de Uma Princesa              | Encontrar Uma Princesa | 1º episódio, o qual Iris conhece Talia e Auriana e explora a fundo seu destino |
| 1-02   | Flower Power                     | Le Mystère des Fleurs      | O Poder das Flores                    | O Mistério das Flores  | As princesas ajudam a solucionar o mistério do Ladrão de Flores |
| 1-03   | Be Mine                          | Coup de foudre             | Enfeitiçados                          | Amor à Primeira Vista  | Iris se apaixona por um garoto que acaba de conhecer... mas, seria um amor verdadeiro? e o Nathaniel? |
| 1-04   | The Birthday                     | L'a Prémonition            | O Aniversário                         | O Aniversário          | É o aniversário da Tia Ellen!! Iris quer dar uma festa, até que ela começa a sonhar com... Seus pais biológicos? |
| 1-05   | Sing For Me                      | Une voix magique           | Cante Pra Mim                         | Canta Para Mim         | A voz mágica de Iris foi roubada! Sem ela, seus poderes ficam muito fracos! |
| 1-06   | Xeris                            | Xeris                      | Xeris                                 | Xeris                  | Quando as princesas pareciam estar sem saída, após um ataque de Mephisto e Praxina, Talia usa um medalhão especial muito poderoso... mas o que é esse meldalhão? E o que ele tem a ver com o passado de Talia?                                 |
| 1-07   | Sirens                           | Le trésor de l'épave       | Sereias                               | Sereias                | As princesas vão fazer um concerto num navio, elas ajudam um menino a resgatar jóias perdidas dentro de um antigo navio afundado. Luta submarina das Princesas!                                                                                |
| 1-08   | Talia and Kyle Sitting in a Tree | Amour double               | Talia e Kyle Nasceram Um Para o Outro | Amor Duplo             | Talia conhece Kyle, um garoto novo na cidade que se apaixonou por ela...mas Mephisto e Praxina vão usar o amor de Kyle para destruir Talia. |
| 1-09   | A Promise is a Promise           | Promis juré                | Promessa é dívida                     | O Prometido é Devido   | Enquanto visitam um museu, as princesas encontram uma pedra brilhante que pode ou não ser uma Pedra do Oráculo (Saphir d'Ephedia em francês). Que pedra é essa? E quem é o novo garoto, Matt? Que Auriana parece gostar muito.                 |
| 1-10   | Lucky Star                       | Une vie de Star            | Estrela da Sorte                      | Estrela da Sorte       | As princesas são convidadas para uma festa na mansão de uma garota famosa, que não parece estar contente com sua fama, então elas decidem ajuda-la                                                                                             |
| 1-11   | Step Right Up                    | Sous une bonne étoile      | Amigas e Irmãs                        | Em Família             | As garotas vão para um Carnaval e logo após a uma festa do pijama em caridade a um orfanato, mas a noite não será tão pacata como está parecendo ser.                                                                                          |
| 1-12   | No Thanks for The Memories       | Mémoire Trouble            | Amigas até o Fim                      | Maldita Memória        | Iris está com problemas para lembrar as letras das músicas. Suas amigas tentam aliviar sua tensão, mas Mephisto e Praxina vão fazer de tudo para atormentar Iris                                                                               |
| 1-13   | Batty                            | Peur du noir               | Morcegos                              | Medo de Morcegos       | Cavernas, morcegos, fonte de magia extrema, Mephisto e Praxina atrapalhando tudo, e um encontro desastroso com Nathaniel. Um dia comum para as princesas.                                                                                      |
| 1-14   | Castles in the Sand              | Les pieds dans le sable    | Castelos de Areia                     | Castelos na Areia      | Mephisto e Praxina tiram vantagem de uma festa na praia para criar um monstro de areia que pretende acabar com as princesas para sempre! |
| 1-15   | Stitches                         | Cousu de fil noir          | Passarela Mágica                      | Corte e Costura        | Auriana tem um projeto secreto, uma própria linha de roupas! Ela quer apresentar sua linha em um evento de moda local da cidade e dar um concerto para animar o público. As meninas meninas vão fazer de tudo para ajuda-la                    |
| 1-16   | Camp Princess                    | Une nuit à la belle étoile | Acampamento de Princesa               | Uma Noite ao Relento   | As princesas ajudam uma garotinha que tem medo do escuro, mas Mephisto e Praxina usam isso como uma oportunidade para espalhar o caos. |
| 1-17   | Heavy Metal                      | Guitar en solo             | O Show de Talentos                    | Metal Pesado           | As princesas ajudam um menino que tem medo de tocar guitarra na frente de seus pais... mas sua guitarra é roubada por Mephisto que parece ter um plano tão infalível que nem Praxina consegue entender.                                        |
| 1-18   |                                  | La Légende du lac Yness    | A Lenda do Lago Agnes                 | ????                   | As meninas estão indo passar o dia no Lago Agnes, mas o dia será mais perigoso do que pensam. |
| 1-19   | Shanila Surprise                 | Shanila                    | O Shannila Surpresa                   | Shanila Surpresa       | Um dia, após uma batalha épica, Iris acorda e... SEU CABELO SUMIU! Bem, mais ou menos. É o Shanila! O acontecimento mais importante para uma jovem princesa mágica! Mas o que significa o Shanila?                                             |
| 1-20   | Raffle Baffle                    | Tombola Mania              | Rifa                                  | A Confusão das Rifas   | As protagonistas entram em uma competição. Onde devem cozinhar com um cantor famoso. Será que elas vão ganhar? |
| 1-21   |                                  | Une Soirée Magique         | Festa Maluca                          | ????                   | É uma festa importante no Reino de Ephedia, acontece a cada uma década! As pessoas se reúnem para orar a uma força maior. As LoliRock participarão desta celebração                                                                            |
| 1-22   | The Haunting                     | La maisons des ombres      | Assombração                           | A Assombração          | As princesas ajudam uma garota nova no bairro a organizar sua mudança para uma casa abandonada há muito tempo. A vizinhança diz que a casa é assombrada, mas a garota não parece acreditar nisso                                               |
| 1-23   |                                  | Grimoire à vendre          | Feitiço Negro                         | ????                   | Iris se prepara para um teste de magia, enquanto Auriana traz para casa um robô aspirador de pó. Ele causa confusão pela casa toda, incluindo derrubar um livro misterioso que parece enfeitiçar a todos.                                      |
| 1-24   | Smart                            | La Menace Mobile           | Smartphone                            | Esperteza              | As garotas estão gravando músicas em seu estúdio quando um acidente mágico acontece. Doug não perde tempo e documenta tudo no seu Blog, o que causa um grande problema. As garotas tentam convencê-lo a se libertar dos aparelhos tecnológicos |
| 1-25   |                                  | Ephédia (première partie)  | De Volta para Casa (Parte I)          | ????                   | As protagonistas voltam para casa, mas o panorama que encontraram não é o que se lembram. |
| 1-26   |                                  | Ephédia (deuxième partie)  | De Volta para Casa (Parte II)         | ????                   | Enquanto Iris está presa no castelo, seus amigos e aliados tentam consertar o futuro caos. |

## Temporada 2
Em Portugal estreou no dia 1 de maio de 2017.
Ela ainda não tem previsão de exibição no Brasil.
| Número | Título Inglês                   | Titulo Francês                    | Titulo Brasileiro              | Título Português               | Sinopses |
| ------ | ------------------------------- | --------------------------------- | ------------------------------ | ------------------------------ | -------- |
| 2-01   | Musical Magical Tour            | Une tournée magique               | Turnê de Música e Magia        | Digressão de Música e Magia    |          |
| 2-02   | If You Can't Beat'em            | La bonne action                   | Se Não Puder Vencê-los...      | Se Não as Podes Derrotar...    |          |
| 2-03   | Puppylove                       | Mordu d'amour                     | Amor por Filhotes              | Amor Canino                    |          |
| 2-04   | Super Cute Kitten               | Un chat trop chou?                | Gatinho Super Fofo             | Gatinho Fofinho                |          |
| 2-05   | Wicked Red                      | Loli-Rousse                       | Vermelho Perverso              | Ruiva Malvada                  |          |
| 2-06   | Blurred Vision                  | Un message troublant              | Visão Embaraçada               | Visão Turva                    |          |
| 2-07   | Princess Brenda Part I          | Recherche d'Identité (1re partie) | Princesa Brenda (Parte 01)     | Princesa Brenda - 1ª Parte     |          |
| 2-08   | Princess Brenda Part II         | Recherche d'Identité (2e partie)  | Princesa Brenda (Parte 02)     | Princesa Brenda - 2ª Parte     |          |
| 2-09   | Cute as a Doll                  | Une poupée singulière             | Meiga Como uma boneca          | Gira Como uma Boneca           |          |
| 2-10   | Amaru-niverse                   | Multi-Amaru                       | Amaru Niverso                  | Amaru-niverso                  |          |
| 2-11   | Rex                             | Rex 2.0                           | Rex                            | Rex                            |          |
| 2-12   | Lost in the Shadows             | Dans l'Ombre d'une Star           | Perdida Nas Sombras            | Perdido nas Sombras            |          |
| 2-13   | I Want My LTV                   | Silence on tourne...              | Eu Quero Meu LTV               | Eu Quero a Minha LTV           |          |
| 2-14   | Desert Heat                     | Un artiste bien connu             | O Calor do deserto             | Calor do Deserto               |          |
| 2-15   | The Ruby of the Orient          | Le rubis de L'Orient              | O Rubi do Oriente              | O Rubi do Oriente              |          |
| 2-16   | Loli-Lime Sublime               | Le Loli-Smoothie                  | Venda de Lolimonada            | Loli-Lima Sublime              |          |
| 2-17   | Truth Be Told                   | Ellira                            | Que a verdade seja dita        | Verdade Seja Dita              |          |
| 2-18   | Dancing Shoes                   | Un cours de danse particulier     | Dança maluca                   | Sapatos de Dança               |          |
| 2-19   | Amateur Hour                    | La Baguette ensorcelée            | A Vez dos Amadores             | Hora dos Amadores              |          |
| 1-20   | Strawberry Fields for Never     | La cueillette de cristal noir     | Campo de Morango do Nunca Mais | A Colheita do Cristal Negro    |          |
| 2-21   | Stop In The Name Of Lev Part I  | La Trahison (1re partie)          | Pare em nome de Lev (Parte 01) | Pára em Nome de Lev - 1ª Parte |          |
| 2-22   | Stop In The Name Of Lev Part II | La Trahison (2e partie)           | Pare em nome de Lev (Parte 02) | Pára em Nome de Lev - 2ª Parte |          |
| 2-23   | Statue Game                     | Le jeu des Statues                | Jogo das Estátuas              | Jogo de Estátua                |          |
| 2-24   | Forget You!                     | Tombée dans l'oubli               | Esquecê-lo                     | ????                           |          |
| 2-25   | Crowning Glory Part I           | L'heure de Gloire (1re Partie)    | Coroação Gloriosa (Parte I)    | Glória Coroada - 1ª Parte      |          |
| 2-26   | Crowning Glory Part II          | L'heure de Gloire (2ème Partie)   | Coroação Gloriosa (Parte II)   | Glória Coroada - 2ª Parte      |          |